# Zbigniew Belina-Brzozowski
Zbigniew Belina-Brzozowski (ur. 22 lipca 1936 w Toruniu, zm. 15 marca 1992 w Szczecinie) – polski prozaik, autor utworów dla dzieci i młodzieży. Syn Kazimierza Belina-Brzozowskiego.

## Życiorys
Absolwent I Liceum Ogólnokształcącego im. Stefana Żeromskiego w Kielcach (1954). Ukończył filologię polską na Uniwersytecie Adama Mickiewicza, studiował też biologię na tej samej uczelni. Debiutował jako pisarz w 1973 roku na łamach miesięcznika "Twórczość". Był pracownikiem Domu Dziecka w Szczecinie. W 1975 roku otrzymał nagrodę im. Włodzimierza Pietrzaka, a w 1976 został laureatem Nagrody im. Stanisława Piętaka za tom opowiadań W miasteczku, które jak ogród Andersena…

## Twórczość
- W miasteczku, które jest jak ogród Andersena… (1975)[4]
- Dycha z Kopernikiem (1976)[4]
- Balkony i kapelusze (1982)[4]
- Opowieść o Ewie (1983)[4]
- Siostra Artura z zamku (1984)[4]
- Kilka czarodziejskich historii (1988)[4]
- Złota kareta (1988)[4]
- Inne baśnie (1992)[5]